# Feuerwehr Pirmasens
Die Feuerwehr Pirmasens ist die kommunale Brandschutzbehörde der südwestpfälzischen Stadt Pirmasens. Sie besteht aus einer Freiwilligen Feuerwehr mit ca. 95 ehrenamtlichen und 25 hauptamtlichen Kräften im feuerwehrtechnischen Dienst, welche beim Brand- und Katastrophenschutzamt der Stadt Pirmasens im Schichtdienst beschäftigt sind. Sie wird durch einen hauptamtlichen Stadtfeuerwehrinspekteur geführt und ist nach rheinland-pfälzischem Gesetz als Freiwillige Feuerwehr eingestuft, da eine Berufsfeuerwehr mindestens einen Zug ständig besetzt halten müsste.
Die Gründung der Freiwilligen Feuerwehr war im Jahr 1869 und die Wandlung zur Freiwilligen Feuerwehr mit hauptamtlichen Kräften wurde im Jahr 1982 vollzogen.
Die offizielle Bezeichnung für diese Feuerwehr ist „Amt für Brand- und Katastrophenschutz der Stadt Pirmasens“, ihre Mitglieder sind im Stadtfeuerwehrverband Pirmasens organisiert, der wiederum über den Kreisfeuerwehrverband Südwestpfalz und den Landesfeuerwehrverband Rheinland-Pfalz dem Deutschen Feuerwehrverband angehört. Träger der Feuerwehr ist die Stadt Pirmasens.

## Geschichte

### Frühes Feuerlöschwesen (bis 1850)
Schon lange bevor Pirmasens im Jahr 1763 die Stadtrechte erhielt, wurde das dortige Feuerlöschwesen geregelt. Dies war notwendig, da sich die Architektur des Örtchens vorwiegend aus strohgedeckten Häusern, Scheunen und Ställen zusammensetzte, welche eine hohe Brandgefahr bedingten. Erschwerend kamen die damals üblichen engen und winkligen Gassen hinzu, die insbesondere eine Ausbreitung eines Brandes begünstigten und zugleich die Löscharbeiten erschwerten. Diese frühen Feuerlöschordnungen können nicht mehr genau datiert werden. Sie regelten insbesondere, welche Bürger mit Ledereimern und Segeltüchern zur Brandbekämpfung herangezogen werden sollten.
Eine erste größere Reform erlebte das Feuerlöschwesen der Garnisonsstadt mit der Beschaffung zweier Handdruckspritzen 1774, die von Hand mit Wasser befüllt werden mussten. Zusätzlich wurden in Kirchen, in der Kaserne und im Rathaus weiteres Material – unter anderem Leitern und Einreißhaken – stationiert. Als Alarmeinrichtung dienten die Glocken der heutigen Johannes- und der Lutherkirche, die Sturm geläutet wurden. Alle Bürger hatten sich daraufhin mit den ihnen zugewiesenen Geräten einzufinden und unter dem Kommando des Bürgermeisters der Stadt die Brandbekämpfung aufzunehmen. Dies meistens durch Abdecken beziehungsweise Einreißen des brennenden Hauses erreicht, dessen Holzwerk unter Zuhilfenahme der Handdruckspritzen abgelöscht wurde. Damit die Handdruckspritzen über genügend Wasser verfügten, bildeten die Bürger Eimerketten zu nahe gelegenen Brunnen.
Pirmasens, das unweit der französischen Grenze liegt, erlebte mit den Koalitionskriegen einen Einbruch in seinem Feuerlöschwesen. Zahlreiche Gefechte in der Region (bekannt wurde insbesondere die Schlacht bei Pirmasens) und eine lange Besetzung der Stadt brachte die Zerstörung der Feuerlöscheinrichtungen mit sich. Die beiden Handdruckspritzen wurden etwa beim Abzug der französischen Soldaten in das westlicher gelegene Landau verschleppt. Später konnten sie von Pirmasenser Bürgern wieder zurückgeführt werden.

### Gründung der Feuerwehr (1850–1878)
Mitte des 19. Jahrhunderts wurde das Löschwesen der Stadt erneut reformiert und die Entwicklung hin zu einer modernen Feuerwehr angestoßen. Beginn dieser Reform war eine 1850 erlassene neue Feuerlöschordnung, die den zum Brandwehrdienst berufenen Bürgern ihre jeweilige Aufgabe zuwies. 1861 konnte eine motorisierte Feuerwehrspritze des Heidelberger Herstellers Metz in Dienst gestellt werden, womit die Handdruckspritzen endgültig ihre Daseinsberechtigung verloren.
Die neue Feuerlöschordnung verlor bereits nach 18 Jahren ihre Gültigkeit, als ein neues Polizeistrafgesetzbuch in Kraft trat. Ein Jahr später, 1869, regten junge Männer aus der Bürgerschicht die grundlegende Umgestaltung des Feuerlöschwesens, nach dem Vorbild anderer pfälzischer Städte, vor allem Kaiserslautern, an. Daraufhin wurde ein Komitee einberufen, das die Organisation dieser Feuerwehr übernehmen sollte. Dieses legte fest, dass Bewerber ihren Militärdienst bereits abgeleistet haben und in Pirmasens wohnhaft sein mussten. Von 154 Bewerbern erkannte es 119 als tauglich und geeignet an. In der Folgezeit wurde aus gemeinen Mitteln die Ausrüstung der Feuerwehr beschafft, während jeder Feuerwehrmann für seine Dienstkleidung selbst verantwortlich war. Ihren eigentlichen Anfang nahm die Feuerwehr Pirmasens mit einer Generalversammlung im Jahre 1869, in der sie sich als „Freiwilliges Feuerwehr-Corps Pirmasens“ konstituierte und ihren Kommandanten wählte. Rund zwei Monate später, im November desselben Jahres, wurden eine zweite Spritze der Firma Metz, sowie ein Gerätewagen und diverse weitere Ausrüstungsgegenstände in Auftrag gegeben.
Aus Protokollen dieser Zeit ist eine überstrenge Beachtung der Disziplin ersichtlich. So wurden für Versäumnisse bei Übungen oder Einsätzen und bei Beschimpfungen von Vorgesetzten empfindliche Strafen ausgesprochen. Dies führte dazu, dass zu einer Generalversammlung im Jahre 1877 nur noch wenige Mitglieder erschienen, die einstimmig die Auflösung der Feuerwehr beschlossen. Bis zur Organisation einer neuen Feuerwehr garantierten die verbleibenden Einsatzkräfte weiterhin die Wahrnehmung der Brandschutzaufgabe. 1878 gründete der Stadtrat eine Pflichtfeuerwehr, in welcher jeder Pirmasenser Bürger im Alter zwischen 26 und 40 Jahren Dienst tun musste.

### Technisierung der Feuerwehr (1880–1933)
In den Folgejahren wuchs Pirmasens, insbesondere als Industriestandort, deutlich an, was eine Modernisierung des Feuerlöschwesens erforderte. Deshalb wurde unter anderem das Alarmwesen ausgebaut. In den 80er Jahren des 19. Jahrhunderts wurde außerdem das Pirmasenser Wasserleitungssystem eingeweiht, in welches Hydranten eingebaut waren, die die Verwendung von Wassereimern und Wasserfuhren überflüssig machten – stattdessen kamen Schlauch- und Hydrantenkarren zum Einsatz, die über das gesamte Stadtgebiet verteilt wurden. Daraufhin wurde die Mannschaftsstärke der Pflichtfeuerwehr reduziert.
Der wirtschaftliche Aufschwung der Pirmasenser Industrie führte zur Jahrhundertwende jedoch zu zahlreichen Großbränden, die eine immer modernere Feuerwehrtechnik erforderten. Von 1905 bis 1910 wurde eine neue Feuerlöschordnung für Pirmasens erarbeitet, die Befreiungen von der Feuerwehrpflicht vorsah. Vor allem wurde die Feuerwehr in zwei Abteilungen aufgeteilt, wovon eine aus 25 Mann bestand und primär zur Bekämpfung kleinerer Brände eingesetzt wurde, die so genannte „Alarmabteilung“. Die andere Abteilung trug den Namen „Allgemeine Wehr“ und sollte nur noch bei Großbränden zum Einsatz kommen. Damit zeichnete sich eine Reform des Alarmwesens ab, welches aus Alarmglocken in dem Wohnhäusern der Einsatzkräfte und einem System über die Stadt verteilter Feuermelder bestand und bis zum Ausbruch des Ersten Weltkriegs in Betrieb blieb.
Nach dem Krieg, der die Reihen aller deutschen Feuerwehren stark lichtete, begann die Zeit der ersten motorisierten Löschfahrzeuge, die eine erneute Reorganisation des Feuerwehrwesens ermöglichte und erforderte. So wurden 1923 und 1924 Motorspritzen und eine 32 m lange Automobildrehleiter in Dienst gestellt, die von so genannten Maschinisten gefahren werden mussten. Diese Fahrzeuge verfügten bereits über Blaulichter und Klingeln als Alarmeinrichtungen.

### Die Feuerwehr im Dritten Reich (1933–1945)
Mit der Machtergreifung Hitlers begann 1933 die allmähliche Auflösung von Vereinen und Verbänden, wovon die Feuerwehren zunächst nicht betroffen waren. Als 1935 jedoch das Feuerlöschgesetz erlassen wurde, verschmolzen Feuerwehr und Polizei zunehmend miteinander, bis aus ihnen 1937 die Feuerlöschpolizei hervorging, deren Kommandant die Amtsbezeichnung „Kreisfeuerwehrführer“ erhielt. Nachdem Pirmasens evakuiert worden war, wurden zur Sicherstellung des Brandschutzes 10 Einsatzkräfte in der Schützenhalle und 25 Einsatzkräfte am Exerzierplatz kaserniert. Ihr Fuhrpark, der zunächst aus alten Fahrzeugen der Weimarer Republik bestand, wurde durch moderne Großlöschfahrzeuge und Löschgruppenfahrzeuge ergänzt und ersetzt, die bis heute das Feuerwehrwesen in ganz Deutschland prägen. Da Pirmasens zunächst vom Krieg weitestgehend verschont wurde, kam die Feuerwehr zunächst vor allem zur überörtlichen Löschhilfe in Kaiserslautern, Ludwigshafen, Frankenthal und Saarbrücken zum Einsatz. Am 9. August 1944, 5. Januar und 15. März 1945 wurde jedoch Pirmasens ausgebombt, wobei die Ausrüstung und Unterkünfte der Feuerwehr, mit Ausnahme eines Löschgruppenfahrzeugs, zerstört wurden, sofern diese nicht zuvor abgezogen wurden.

### Neuanfang (1945–1954)
Als die Streitkräfte der US-Army nach dem Krieg in Pirmasens einmarschierten, glich die Stadt eher einem Trümmerhaufen. Der größte Teil der Bevölkerung war evakuiert, die übriggebliebenen waren mit Aufräumarbeiten beschäftigt. Zwei Brandmeistern wurde damals die Aufgabe übertragen, den Brandschutz der Stadt mit den übrig gebliebenen Kameraden aufrechtzuerhalten. Eine erhalten gebliebene Gerätehalle in der Ottostraße diente der Feuerwehr nunmehr als Stützpunkt, wo sie ihr Hilfslöschfahrzeug, ein Pkw mit Standrohr und einigem Schlauchmaterial, unterbringen konnte. Bereits im März 1946 wurde im Steigerturm eine acht Mann starke Wachbereitschaft eingerichtet. Während der Nacht konnten die Feuerwehrmänner mithilfe der Luftschutzsirenen alarmiert werden.
Der Wiederaufbau einer ordentlichen Feuerwehr setzte im Jahr 1948 ein. Bereits am Ende dieses Jahres wurde ein großes Löschfahrzeug in Auftrag gegeben, woraufhin der Fuhrpark nach und nach erweitert wurde. Anfang der 1950er Jahre konnte die Feuerwehr in eine neue Wache in der Lemberger Straße umziehen, die 1954 offiziell ihren Betrieb aufnahm.

### Der Weg zur modernen Feuerwehr (seit 1969)
Von 1954 bis 1969 kam es zu keinen größeren Veränderungen im Feuerwehrwesen, danach begann sich zunehmend das Gesicht der heutigen Feuerwehr zu entwickeln. Mit der Verwaltungsreform wuchs das Stadtgebiet Pirmasens auf 61 km² an. Die Freiwilligen Feuerwehren der neu hinzugekommenen Ortsteile blieben zunächst als gleichwertige Löschzüge der Feuerwehr erhalten, wurden inzwischen jedoch in die Gesamtwehr integriert. Im Jahr 1971 wurde die rote Lackierung der Einsatzfahrzeuge durch ein modernes rot-weiß ersetzt. In den 1980er Jahren wurde die schwarze Einsatzuniform durch die Kombination aus orangefarbener Jacke und blauer Latzhose ersetzt. 1982 wurde der Stadtfeuerwehrverband Pirmasens e. V. gegründet. 1985 wurden die 130 Einsatzkräfte in die heutigen drei Abteilungen aufgeteilt. Im Jahr 1990 hatte die Feuerwehr ihr erstes weibliches Mitglied im aktiven Dienst, ein Jahr später wurde die Jugendfeuerwehr gegründet.
Am 2. März 2000 konnte die Feuerwehr in ihre heutige Feuerwache in der Gasstraße umziehen, da das alte Gebäude den Anforderungen nicht mehr genügte. Heute zählt die Feuerwehr Pirmasens rund 100 aktive Einsatzkräfte. Im Jahr 2008 wurden die Nachwuchsprobleme der Feuerwehr offenkundig.

## Einheiten

### Alarmabteilung
Die ehrenamtlichen Kräfte in Pirmasens sind in zwei Löschzüge aufgeteilt, die abwechselnd alarmiert werden. Dazu kommen Kräfte, welche von den Außenstandorten in Gersbach, sowie am Fahrschen Wald/Hahnenruhe ausrücken. Hinzu kommen die hauptamtlichen Kräfte, welche die Feuerwache rund um die Uhr im Wechselschichtbetrieb besetzt halten. Diesen obliegt insbesondere die Wartung der Geräte und Fahrzeuge, die vorbeugende Gefahrenabwehr und die Aus- und Fortbildung der Freiwilligen Feuerwehr.
Weiterhin betreibt die Feuerwehr Pirmasens einen Gefahrstoffzug, eine Gruppe zur speziellen Rettung aus Höhen und Tiefen, eine Fachgruppe Absturzsicherung, die Führungsunterstützung, welche den ELW 1 betreibt, sowie die Technische Einsatzleitung der Stadt Pirmasens.
Seit 1982 sind Brand- und Katastrophenschutz in einem Amt zusammengefasst, welches aus Verwaltungsbeamten und ausgebildeten Berufsfeuerwehrleuten besteht.

### Gefahrstoffzug
Seit dem Jahr 1986 verfügt Pirmasens über einen Gefahrstoffzug, der für den Einsatz zur ABC-Abwehr konzipiert ist. Ihm obliegt die Übernahme fachspezifischer Ergänzungsmaßnahmen bei einem Gefahrgutunfall wie Gefahrenabwehr, Sicherungsmaßnahmen und Dekontamination, während die übrigen Feuerwehrkräfte nur unaufschiebbare Erstmaßnahmen wie Menschenrettung und Absperrung der Unfallstelle vornehmen dürfen.

### Höhenrettung
Mit der im Jahr 2000 gegründeten Höhenrettungsgruppe verfügte die Feuerwehr Pirmasens als eine der ersten in Rheinland-Pfalz über eine solche Einrichtung. Diese Gruppe umfasst zurzeit zehn Einsatzkräfte, die hierfür eine spezielle Fachausbildung absolviert haben.

### Jugendfeuerwehr
In der Jugendfeuerwehr sind aktuell 51 Jungen und Mädchen im Alter von zehn bis 16 Jahren aktiv, betreut von 18 Helfern aus der Einsatzabteilung und drei Helferinnen aus dem Stadtfeuerwehrverband.

## Feuerwache
Die Feuerwache beherbergt neben einer Atemschutz-, Funk- und Kfz-Werkstatt und einer Schlauchwerkstatt nebst Schlauchlager eine Lager- und eine Fahrzeughalle mit 24 Stellplätzen, einen Disponentenarbeitsplatz, Umkleideräume, Kleiderkammer und Waschraum sowie eine Küche, einen Aufenthalts- und einen Fitnessraum.

## Fahrzeuge
Der Fuhrpark der Feuerwehr Pirmasens besteht zurzeit aus:
- 3 Kommandowagen
- 1 Einsatzleitwagen 1
- 2 Mannschaftstransportfahrzeug
- 1 Tanklöschfahrzeug 16/24 mit Truppbesatzung
- 1 Tanklöschfahrzeug 20/40 mit Sonderlöschmittel
- 2 Drehleiter mit Korb 23-12
- 1 Löschgruppenfahrzeug 8/6
- 1 Hilfeleistungslöschgruppenfahrzeug 20
- 1 Löschgruppenfahrzeug 16/12
- 2 Rüstwagen 1
- 1 Dekontaminationslastkraftwagen Personen
- 1 Gerätewagen-Gefahrgut 1
- 1 Gerätewagen-Gefahrgut 2
- 1 Messtruppfahrzeug-Gefahrgut
- 1 Mehrzweckfahrzeug
- 2 Wechselladerfahrzeug
- 1 Löschgruppenfahrzeug 20 für den Katastrophenschutz
- 1 Gerätewagen Höhenrettung

Zugehörig zum Wechsellader-Konzept der Feuerwehr Pirmasens verfügt diese derzeit über drei Abrollbehälter:
- 1 Abrollbehälter Mulde
- 1 Abrollbehälter Schlauch
- 1 Abrollbehälter Atemschutz/Strahlenschutz (AB-A/S)